# Блек Вінгз Лінц
«Блек Вінгз Лінц» (нім. EHC Linz) — хокейний клуб із Лінца, Австрія. Заснований у 1992 році. Виступає в Австрійській хокейній лізі. Домашні матчі приймає на «Донаугалле», місткістю 4 865 глядачів.

## Назви клубу
- 1992—2005 ХК Блек Вінгз Лінц
- 2005—2020 ХК Лівест Блек Вінгз Лінц
- з 2020 Штайнбах Блек Вінгз 1992

## Історія
Клуб, заснований у 1992 році, до 2000 року виступав у нижчих лігах. У дебютному сезоні 2000–01 «чорні яструби» фінішували третіми, а у плей-оф поступилися в першому раунді. У наступному сезоні «Блек Вінгз» стали срібним призером, а ще через рік вперше — чемпіонами Австрії.
У 2005 клуб збанкрутував, але згодом відновлений за допомогою компанії LIWEST. У сезоні 2006–07 знову став срібним призером першості. Через рік «чорні яструби» несподівано виграли регулярний чемпіонат, але зазнали невдачі у плей-оф.
У 2012 році «Блек Вінгз Лінц» вдруге здобули чемпіонський титул.
З лютого 2022 року головний тренер та спортивний директор клубу «Блек Вінгз Лінц» в минулому багаторічний капітан та ексгравець команди Філіпп Лукас.

## Досягнення
Австрійська хокейна ліга
- (2): 2002–03, 2011–12